# Guitarra eléctrica
La guitarra eléctrica es un tipo de guitarra en la que, a diferencia de la guitarra española y la guitarra sonaja, su caja no hace resonancia, por lo que el sonido se produce indirectamente por inducción eléctrica y a través de un amplificador o también a través de un pedal de efectos. El sonido de la guitarra se verá influido especialmente por la madera con la que esté construida, por el diseño y ubicación de las pastillas, la escala y en menor medida por el puente y la cejilla, el uso de los círculos de la escala modificará el sonido de cada una de sus cuerdas.
Dado que la señal generada es relativamente débil, esta se amplifica antes de enviarla a un altavoz. Esta señal de salida de la guitarra eléctrica puede ser fácilmente alterada mediante circuitos electrónicos para modificar algunos aspectos del sonido. A menudo, la señal se modifica con efectos como reverberación y la distorsión. Concebida en 1920, la guitarra eléctrica surgió de una necesidad de los músicos de jazz, tratando de amplificar su sonido. Desde entonces, se ha convertido en un instrumento musical de cuerdas, capaz de una multitud de sonidos y estilos gracias al desarrollo de sistemas externos como los pedales analógicos y digitales. Sirve como un componente importante en el desarrollo del rock and roll y de otros géneros de la música, como el heavy metal y el funk.

## Historia

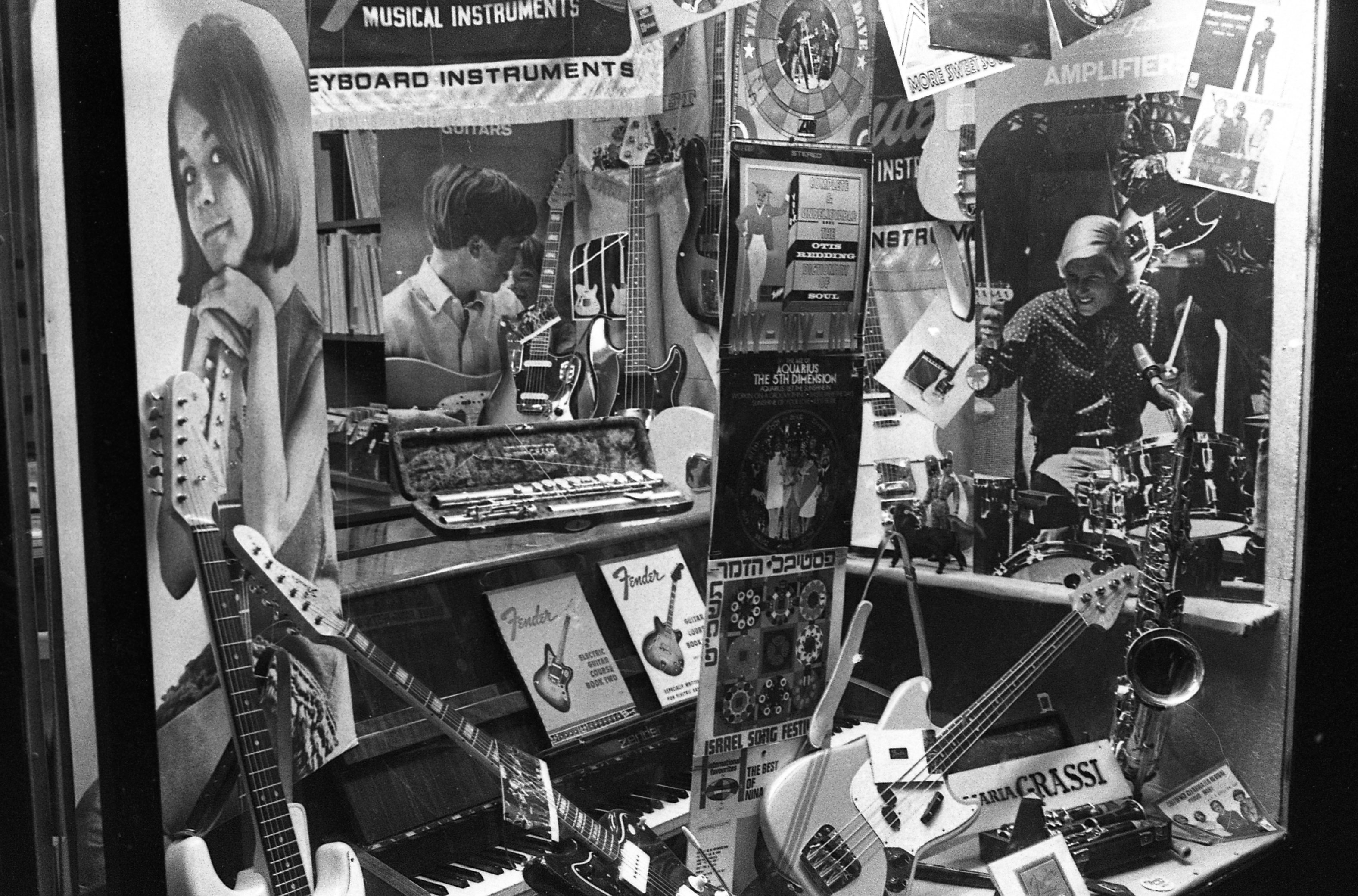
Venta de guitarras eléctricas, Israel 1969

La guitarra eléctrica fue inventada entre las primeras dos décadas del siglo XX, concretamente en 1920. Era un tipo de guitarra muy corriente y normalmente de fabricación casera cuyo diseño se asemejaba a un refrigerador y se solía tocar con la técnica slide. La labor de Leo Fender en 1950 empezaría la revolución de ese instrumento llegando a comercializarse a nivel mundial. Sin saberlo, Leo Fender crearía una gran historia con su nueva invención. A partir de ese momento fueron muchos los instrumentos que sufrieron alteraciones en su diseño acústico tradicional e incorporaron algún tipo de sistema eléctrico. La guitarra fue uno de los primeros en adaptarse y a pesar de que varias marcas innovaron en esa dirección en poco tiempo, la manufactura de la primera guitarra eléctrica se le puede atribuir a la marca Rickenbacker.
Los primeros músicos en adoptar este sistema para tocar fueron guitarristas de operetas y jazz, quienes previamente no contaban con los medios para que su instrumento se escuchara dentro de las orquestas.
Leo Fender diseñó la primera guitarra eléctrica sólida con mástil desmontable y pocas piezas, para que los intérpretes no tuvieran problemas al tener que cambiar piezas del instrumento gastadas o rotas por el uso. Era el nacimiento de la Fender Broadcaster, la cual tenía forma de telecaster pero tuvo problemas con el nombre con Gretsch quien le prohibió utilizar ese nombre las guitarras de esos años son conocidas como Nocaster hasta que se inventó el nombre de "Telecaster", primera de muchas guitarras eléctricas de cuerpo sólido, dando paso a una era de músicos.

## Estructura

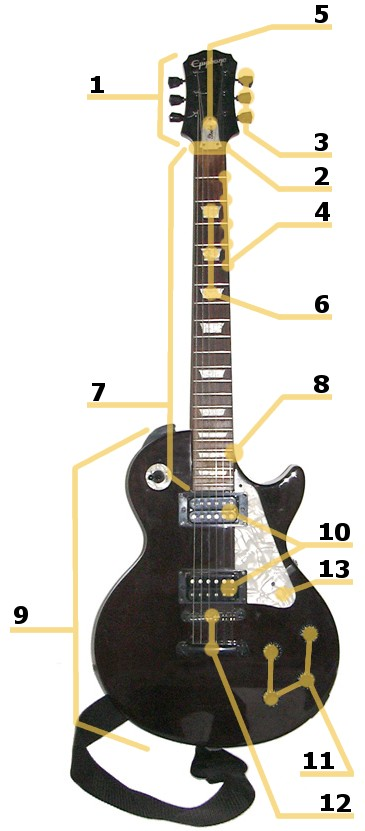
Guitarra eléctrica Epiphone Les Paul con dos pastillas Humbucker.

La guitarra eléctrica está formada por las siguientes partes:
1. clavijero;
2. ceja o cejilla;
3. clavija;
4. trastes;
5. tensor del mástil o "alma";
6. marcadores de posición;
7. diapasón;
8. mástil;
9. cuerpo;
10. cápsulas o pastillas;
11. controles de volumen y tono;
12. puente;
13. protector o golpeador (opcional).

Aparte de las mencionadas, se puede agregar accesorios como partes externas de la guitarra; como la púa o vitela, slides, puentes, entre otros.
- El cuerpo normalmente es de madera (los modelos tradicionales de cuerpo sólido utilizaban aliso, caoba, o fresno, a pesar de que en los últimos tiempos se comenzó a utilizar una gran variedad de nuevas maderas). Modelos más modernos y alternativos utilizan fibra de carbono, hierro o materiales sintéticos como el policarbonato. Aloja en la parte interior los componentes electrónicos y puede ser sólido, semisólido o totalmente hueco, se ha experimentado en los últimos años con variables como cartón y plástico, de la misma forma se ha fusionado la forma física del cuerpo de la guitarra con sistemas digitales para lograr diferentes sonoridades valiéndose de sistemas midi.

- El mástil también suele estar hecho de una o varias piezas de madera (tradicionalmente arce o caoba, a veces cubierto por una capa de madera llamada diapasón de palorrosa, ébano u otras maderas duras), es construido con una barra de acero u otro material muy resistente en su interior, llamada alma, que tiene el fin de contrarrestar la tensión de las cuerdas y mantener la linealidad del mismo. Los dos sistemas más populares de construcción lo colocan atornillado al cuerpo (como en la mayoría de las guitarras Fender) o bien encolado al mismo (sistema típico de la marca Gibson). Otra alternativa son las guitarras tipo neck-trough, donde el mástil continúa atravesando el cuerpo, con los costados del mismo encolados a él. La pala o clavijero, es el extremo del mástil donde las cuerdas se enrollan a las clavijas (mecanismos accionados por un tornillo sin fin que regula su tensión). Suele llevar inscriptos el logo de la marca y el nombre del modelo de la guitarra, ya que es la parte que nunca queda cubierta por el intérprete al tocar.

- El clavijero parte que se encuentra arriba del mástil y donde se sitúan las clavijas. Además, en este se agarran las cuerdas de la guitarra. Generalmente es la parte en donde el fabricante imprime su logotipo, en la última década se han desarrollado sistemas de afinación robótico dejando de lado los afinadores.

- Traste finas tiras de metal incrustadas en el diapasón del mástil. La altura del traste tiene una gran influencia en cómo se siente el instrumento al tocarlo. Se encuentra predominado por la distancia entre la cuerda y la superficie del diapasón. Entre los distintos tipos de trastes podemos mencionar:
  - Trastes muy altos y anchos. Se recomiendan para solistas. Permiten gran velocidad debido a la ausencia de fricción entre el diapasón y las puntas de los dedos. También facilita los estiramientos, como "bendings", "hammer on" y "pull off". Los trastes más anchos son más cómodos al moverse por el diapasón que los altos y estrechos. Los trastes altos pueden generar problemas de afinación si se les ejerce demasiada presión a las cuerdas.
  - Trastes anchos y bajos. Suelen ser muy cómodos para deslizarse por el diapasón pero no tanto para los "bendings" debido a la fricción entre los dedos y el diapasón. Permiten menor número de nivelado, con lo que deben ser cambiados más a menudo.
  - Trastes estrechos y bajos. En los 50´ y 60´ la guitarra eléctrica jugaba un rol principalmente rítmico y estaba equipada con trastes muy estrechos y bajos. Este tipo de traste es típico en instrumentos vintage.
  - Trastes Medium Jumbo. Ofrecen un buen tacto para bendings y son más cómodos para moverse a través del diapasón. Su construcción estrecha mejora la afinación y se pueden nivelar varias veces antes de ser sustituidos. Son ideales para músicos versátiles que tocan tanto la parte rítmica como los solos.

- Puente punto fijo que sostiene las cuerdas de la guitarra. En general existen dos tipos de puentes: fijos y móviles (estos últimos son llamados trémolo en ocasiones).
  - Puentes fijos. Son comunes en guitarras acústicas, semiacústicas y muchas de cuerpo sólido. Lo que tienen en común en su diseño es que la tensión de las cuerdas no se modifica momentáneamente mientras se toca el instrumento.
  - Puentes móviles o trémolo. Permiten al guitarrista aligerar la tensión en las cuerdas al empujar una palanca especial. Al soltarla, el puente regresa a su posición original, resultando en la misma tensión y afinación original.
  - Puentes semi-flotantes. Permiten al guitarrista utilizar una palanca (tremolo), pero con una flexibilidad menor que un puente móvil.

### Componentes

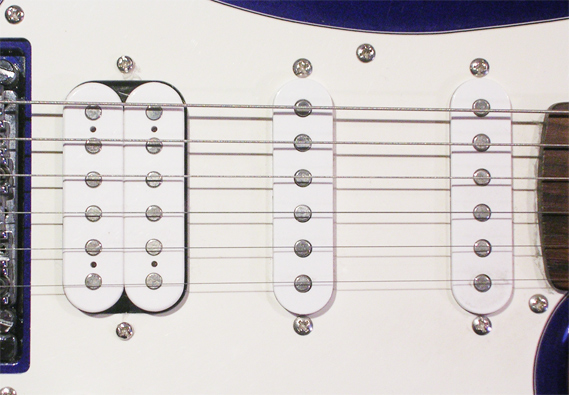
Pastilla humbucker y dos pastillas single coil en el cuerpo de una Stratocaster

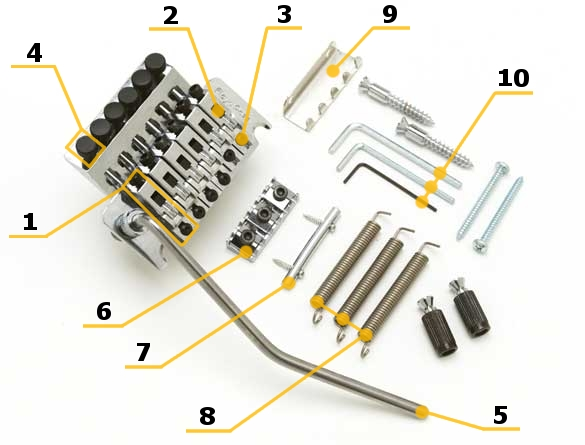
Puente Floyd Rose, utilizado para vibrato.

Las pastillas electromagnéticas (pickup en inglés) están formadas por un imán permanente rodeado por un bobinado de alambre de cobre. Cuando un cuerpo metálico ferromagnético se mueve dentro del campo magnético del imán permanente se provoca una corriente inducida en el bobinado proporcional a la amplitud de movimiento y de frecuencia igual a la de la oscilación del cuerpo. Esta corriente es muy débil, por lo que el cableado del interior de la guitarra y el que va desde ésta hasta la amplificación debe estar muy bien apantallado, para evitar ruidos parásitos.
Las pastillas electromagnéticas se encuentran en diversas formas, pero normalmente dos: las single coil con un solo núcleo magnético y las humbucker (del inglés hum, zumbido) con dos núcleos magnéticos y doble bobinado para eliminar ruidos. Las primeras son las más comunes, el bobinado simple da al instrumento un sonido más brillante pero generan una descarga o ruido al ser saturada por algún efecto de distorsión. Este tipo de pastillas pueden ser observadas en guitarras tipo Stratocaster o Telecaster. El doble bobinado de las segundas permite básicamente eliminar ese ruido y la descarga que se genera con las pastillas simples, y además, un sonido más grave, grueso y nítido. Guitarras de la marca Gibson, como los modelos Les Paul y SG, utilizan este tipo de micrófonos. Estas últimas suelen ser las preferidas para distorsionar su señal en estilos rock más "duros".

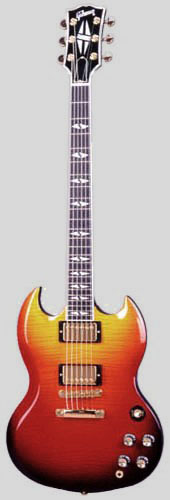
Guitarra eléctrica Gibson SG

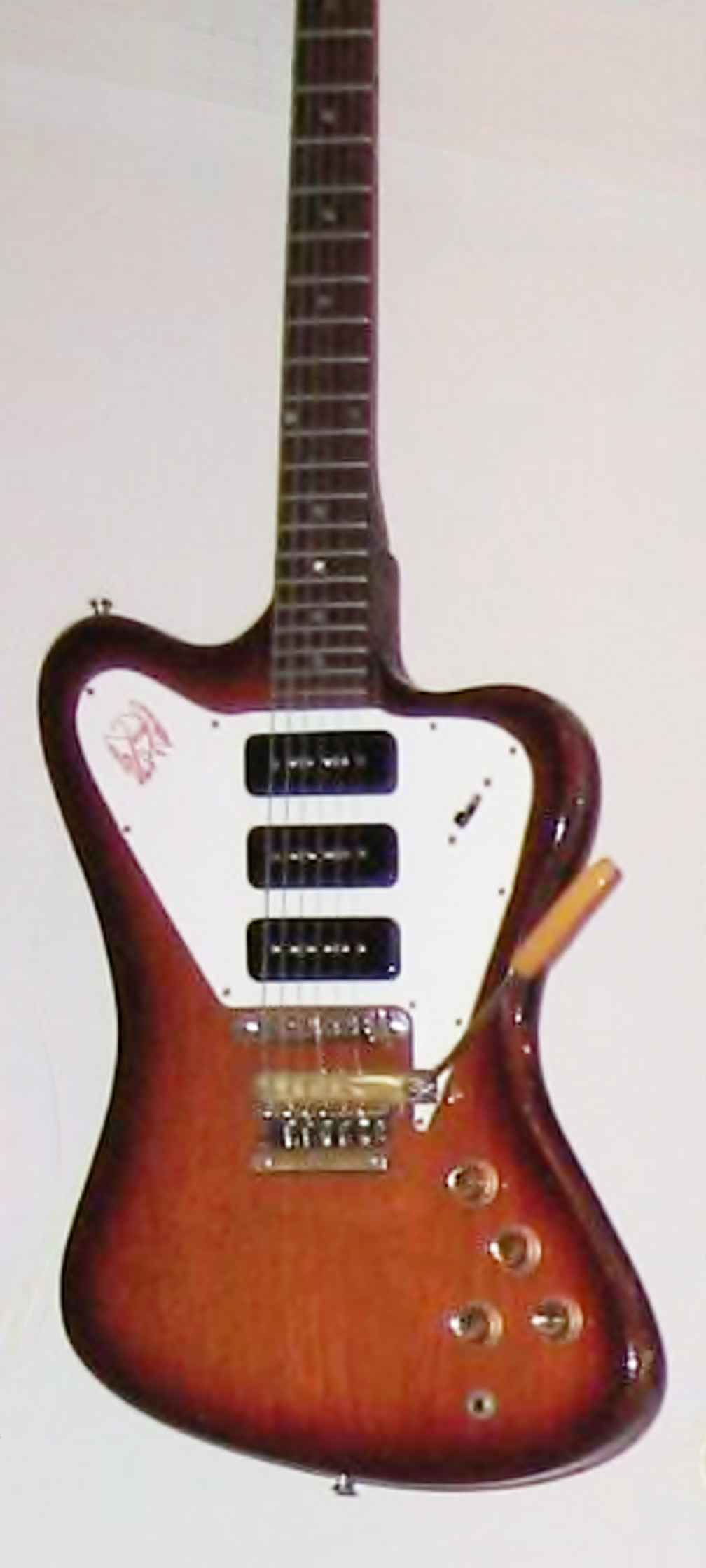
Guitarra eléctrica Gibson Firebird

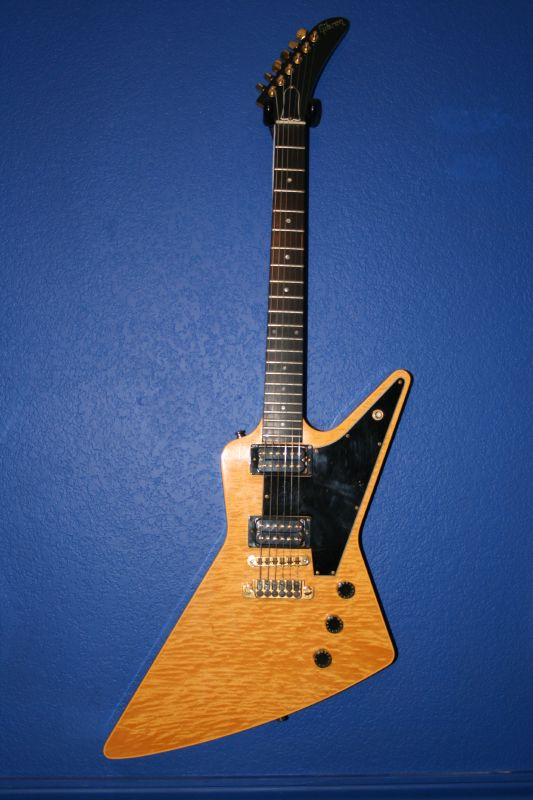
Guitarra eléctrica Gibson Explorer

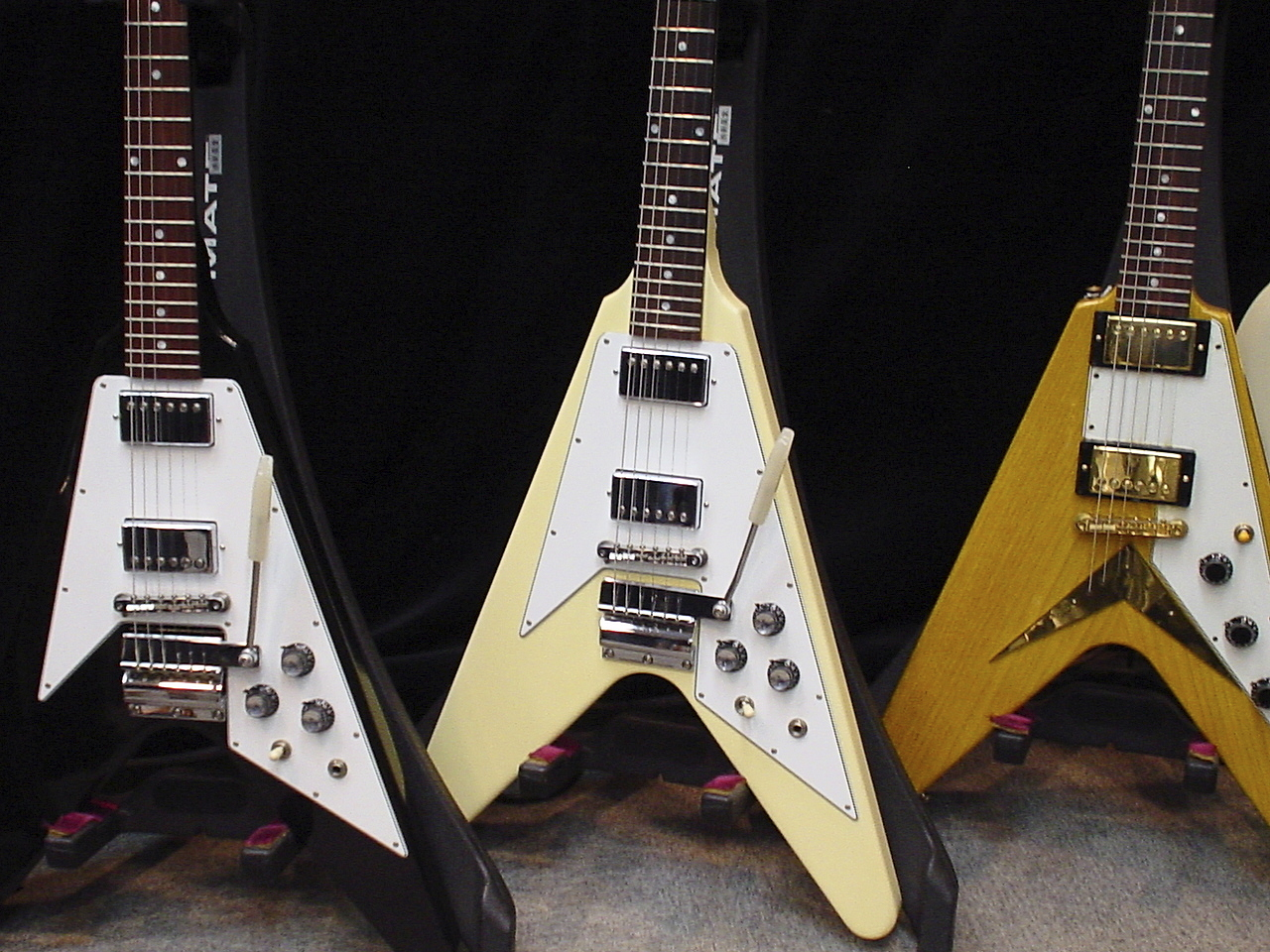
Guitarras eléctricas Gibson Flying V

Las pastillas piezoeléctricas se basan en el efecto piezoeléctrico de algunos materiales como el cuarzo que al ser deformados en un plano provocan una corriente proporcional a la deformación producida. Suelen ir en el puente o en los asientos de las cuerdas pues deben estar en contacto casi directo con la cuerda. Su sonido es más natural que el de las electromagnéticas. A diferencia de las pastillas simples o dobles, estas presentan un preamplificador integrado que le da al sonido mucha más ganancia, nitidez y volumen. También son llamadas pastillas cerámicas ya que no presentan los imanes a la vista como sí lo muestran los micrófonos anteriormente nombrados. Se pueden observar colocadas en varias guitarras de la marca Jackson o ESP. No están afectadas por campos eléctricos o magnéticos por lo que son inmunes al llamado "ruido" eléctrico procedente de motores, luminarias fluorescentes o aparatos electrónicos.
El resto de los circuitos que se encuentran en la guitarra eléctrica están formados por potenciómetros de volumen, un conmutador de cambio de pastillas, condensadores como filtro de tono, y potenciómetros de tono asociados a estos condensadores. Pueden llegar a ser más complejos, según las necesidades del guitarrista, llegándose incluso a introducir un pequeño preamplificador (previo) o ecualizador transistorizado alimentado por una pila o batería. Esto aumenta la señal de salida y acusa menos el ruido parásito. En este caso se habla de “circuitería activa” frente a la “circuitería pasiva” que carece de este previo. Estos previos suelen estar construidos en torno a amplificadores operacionales caracterizados por su alto rendimiento, bajo consumo y pequeño tamaño.
Un paso más allá es la inclusión de pastillas MIDI para utilizar la guitarra con sintetizadores y generar sonidos con ellos.
Algunas guitarras eléctricas también cuentan con un sistema en el puente que genera un efecto de vibrato llamado palanca o trémolo.
Este dispositivo fue introducido por primera vez en las guitarras de los años 50 reemplazando al puente fijo. Ese nuevo sistema cuenta con resortes que permiten un movimiento que puede estirar y aflojar las cuerdas generando vibración y la modificación del tono a preferencia del músico.
El primer sistema de palanca fue el "Bigsby", consistía en un brazo metálico cuya tensión era sostenida por un solo resorte, al moverse el brazo, las cuerdas variaban la tensión cambiando su afinación. Estos sistemas se siguen observando en guitarras semisólidas, sobre todo en modelos de la marca Gretsch.

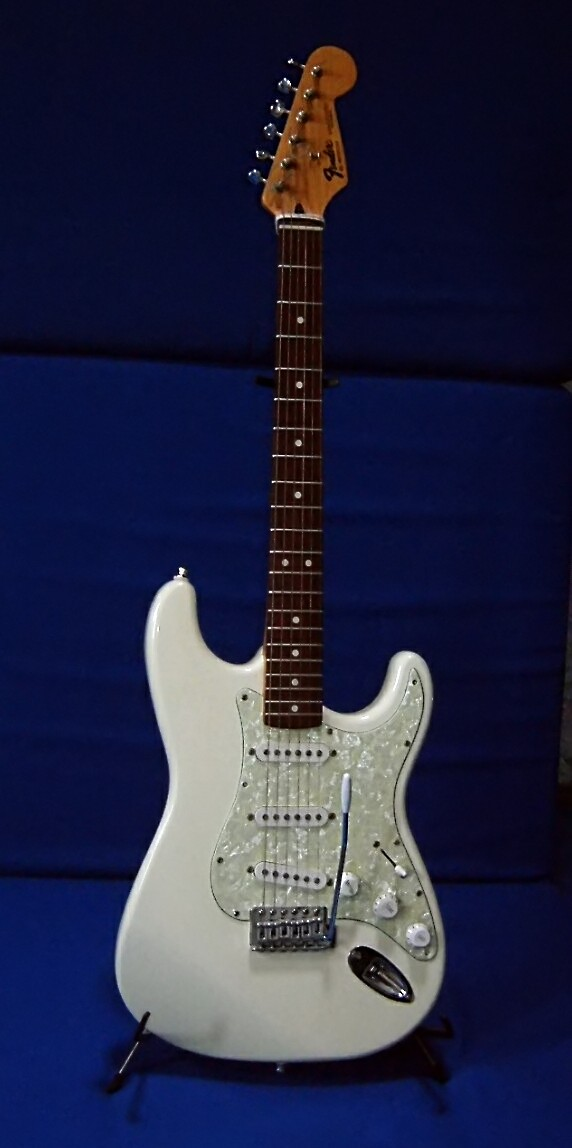
Guitarra eléctrica Fender Stratocaster

El sistema de palancas de Fender fue el más usado en las décadas del 70 y 80 y actualmente es elegido por miles de músicos en el mundo. A diferencia del Bigsby, el cual contaba con un solo resorte, este sistema cuenta con un opcional de cinco resortes en la parte posterior del cuerpo de la guitarra, pero generalmente cuando uno adquiere una guitarra de fábrica con este tipo de palanca, trae solo tres. Esto permite que la afinación sea más "perfecta" y no produzca una desafinación una vez accionada la palanca.
El sistema Floyd Rose también es uno de los dispositivos más usados actualmente por muchos guitarristas, generalmente de estilos de rock pesado, sea metal, heavy o hard rock. Este sistema cuenta con la opción de cinco resortes como Fender, pero a diferencia de esta, cuenta con una morsa que traba las cuerdas en el clavijero impidiendo su fricción. Por esto, en un principio, una vez trabadas las cuerdas no se podía tocar la afinación, por lo que se creó un sistema de microafinadores en el puente que lograban afinar la guitarra una vez trabada.
El sistema flotante es una variación del Floyd Rose. Cuenta con todas las características del anterior pero a diferencia de aquel, este tiene doble acción, es decir, tanto afloja las cuerdas como las estira más allá de su afinación estándar. El sistema básicamente funciona así: los resortes ubicados en la parte posterior de la guitarra crean una fuerza que es directamente proporcional a la fuerza que ejercen las cuerdas sobre el puente. Esto crea la sensación, al estar minuciosamente calibrado, que el sistema "esté en el aire", o como su nombre lo indica, sea flotante. La más exitosa marca es Edge, una versión mejorada del Floyd Rose, hecha por Ibanez.

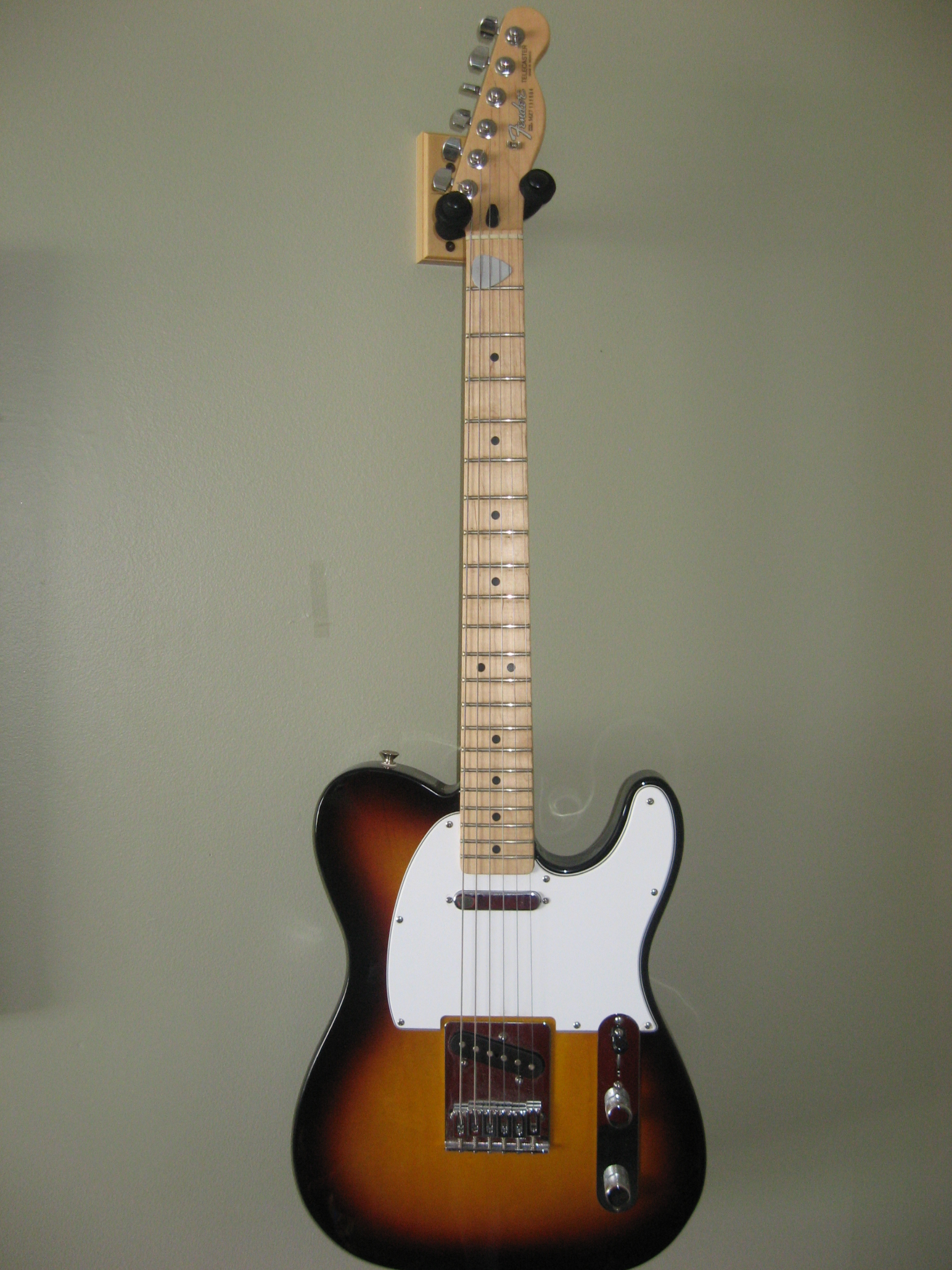
Guitarra eléctrica Fender Telecaster

## Ejecución
La guitarra eléctrica es un instrumento que posee una gran cantidad de formas de ejecutar una nota y, a pesar de que su sustain es limitado como en el piano, al contrario que en este, existen numerosas formas de variar el sonido una vez ejecutado. A pesar de ser un instrumento de creación relativamente reciente (en comparación con los instrumentos clásicos y populares en general), muchos guitarristas han ido innovando y añadiendo nuevas técnicas, muchas extraídas de otros instrumentos y adaptadas a la guitarra eléctrica.

### Técnicas de mano derecha
- Palm mute
- Pick scrape o pick slide
- Alternate picking o púa alterna
- Downpicking o púa abajo
- Rake
- Rasgueado
- Sweep picking o barridos
- Fingerpicking o técnica de dedos
- Hybrid picking
- Trémolo
- Chicken picking
- Tapping
- Slap
- Armónico natural
- Técnicas de tremolo bar

### Técnicas de mano izquierda
- - Bending up
  - Bending down
  - Prebend
- Vibrato
- Glissando o slide
  - Legato slide (ligado deslizando)
  - Shift slide (cambio deslizando)
  - Slide desde abajo hacia la nota
  - Slide desde arriba hacia la nota
  - Slide desde la nota hacia abajo
  - Slide desde la nota hacia arriba
- Ligados
  - Hammer on
  - Pull off
- Trino
- Nota muerta
- Tapping de mano izquierda
- Armónico artificial
  - Pinch
  - Tap
  - Semi
  - Feedback

## Sonidos y efectos
Mientras que una guitarra acústica produce sonido por el efecto de la vibración que provocan las cuerdas en el cuerpo y por el aire dentro de este, el sonido de una guitarra eléctrica es una señal producida por un campo electromagnético inducido, generado por la vibración de cuerda metálicas cercanas a la pastilla y unos receptores sensibles ("pickup" en inglés). La señal es entonces moldeada de su camino al amplificador usando una variedad de dispositivos o componentes que modifican el tono y otras características de la señal. No obstante, la madera de la guitarra y en general muchos de los componentes influyen en el sonido de la guitarra.
La música para guitarra o bajo, en muchas ocasiones no viene escrita en los pentagramas tradicionales, sino que viene escrita en tablaturas. Son como los pentagramas, pero suele tener seis o cuatro líneas, representando cada línea una cuerda. A diferencia de los pentagramas, no se representa la nota, sino la posición de los dedos sobre los trastes. Para indicar que es una tablatura y no un pentagrama, se indica con las letras TAB en sentido vertical al comienzo de la obra. Este TAB tendría el mismo significado que la clave de percusión.
En la guitarra o en música vocal los tenores, están afinados una octava más grave de lo que indica la clave en la que están escritas sus partituras, en este caso, clave de sol. En otros casos, ocurre al contrario, y el instrumento está afinado una octava más aguda de lo que indica su clave, como por ejemplo, la flauta píccolo, que tiene sus partituras escritas en clave de sol. A esto se le llama transposición de octava.
Para señalar que el instrumento está emitiendo los sonidos con una octava de diferencia de lo escrito en la partitura, se añade un 8 pequeño a la parte inferior de la clave, en el caso de que sea una octava más grave, y un 8 en la parte superior de la misma en el caso de que sea una octava más agudo.

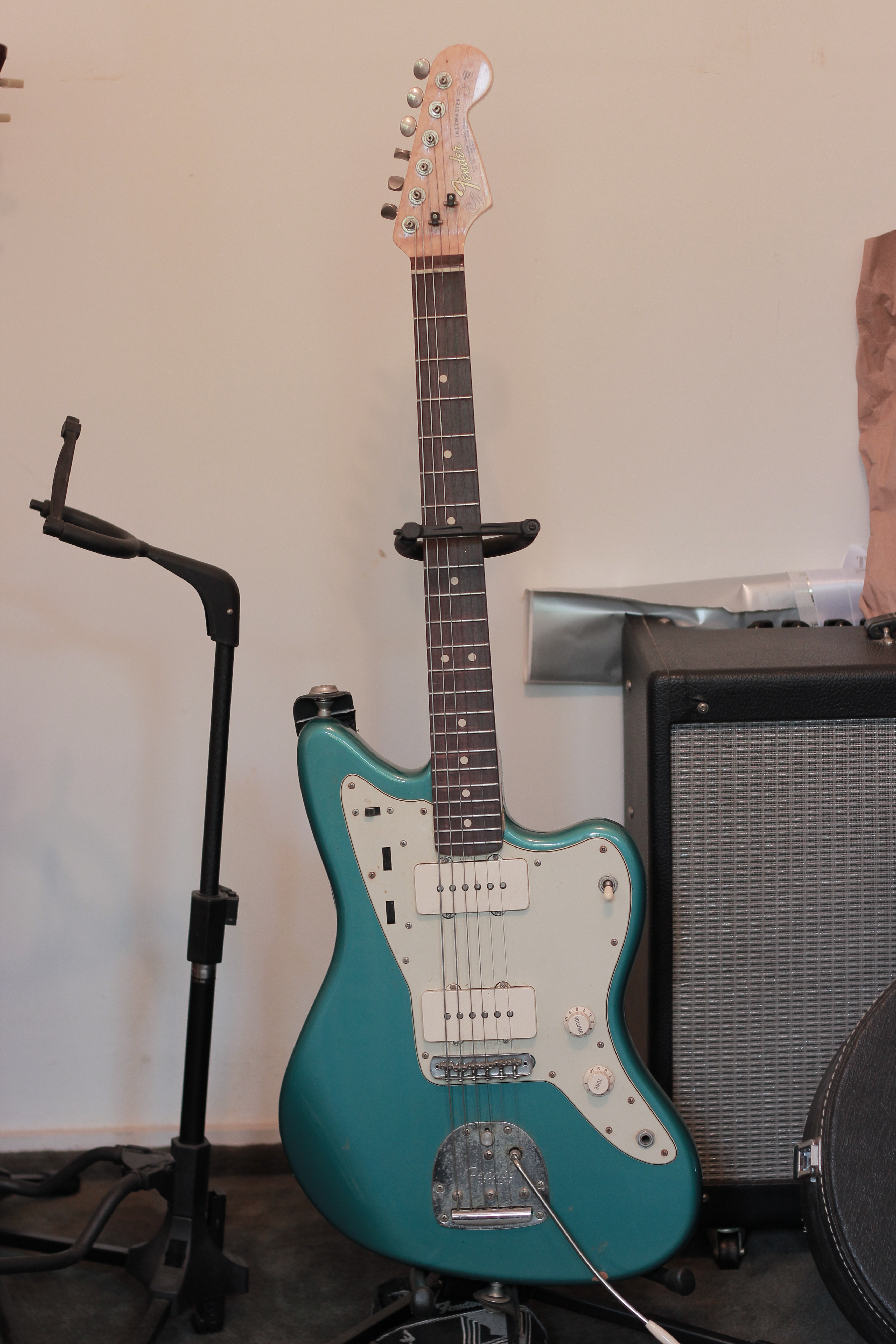
Guitarra eléctrica Fender Jazzmaster

### Afinación
Las cuerdas de la guitarra se nombran de abajo hacia arriba —desde las más agudas a las más graves— con números ordinales: primera cuerda o cuerda prima, segunda cuerda, tercera cuerda, etc. También se las conoce con el nombre de su nota de afinación, como se hace también en los violines, violas, violonchelos y contrabajos:
1. La cuerda mi (la primera cuerda, afinada en el mi4)[1]
2. La cuerda si (la segunda cuerda, afinada en el si3).
3. La cuerda sol (la tercera cuerda, afinada en el sol3).
4. La cuerda re (la cuarta cuerda, afinada en el re3).
5. La cuerda la (la quinta cuerda, afinada en el la2).
6. La cuerda mi (la sexta cuerda, afinada en el mi2).

Esta afinación es la normal, pero muchas veces se usan otras. Algunas de las más comunes son:
· Todas las cuerdas bajadas un semitono.
· Todas las cuerdas bajadas un tono.
· Todas las cuerdas bajadas dos tonos.
· D Dropped: afinación común, pero con la 6ª cuerda bajada un tono.
· C Dropped: afinación bajada un tono, pero con la 6ª cuerda bajada dos tonos con respecto a la afinación común.
En las partituras las cuerdas se nombran con números romanos: I, II, III, IV, V y VI. Las obras para guitarra se escriben en clave de sol.
A las tres cuerdas más graves —la cuarta, quinta y sexta cuerda y, particularmente, a esta última— se las llama “bordones”, debido a que “bordonear” es la ejecución de un bajo acompañante de una obra de música.
También se cambian las tonalidades de las cuerdas poniendo una cejilla que se sitúa un traste más alto por cada semitono que se quiera aumentar. Por ejemplo si se coloca una cejilla en el primer traste la afinación sería la siguiente: fa1, do1, lab2, mib2, sib3 y fa3.
La guitarra de diez cuerdas es como la suma de una guitarra común de seis cuerdas y un contrabajo (afinado normalmente: sol², re² , la¹ y mi¹).

### Amplificación

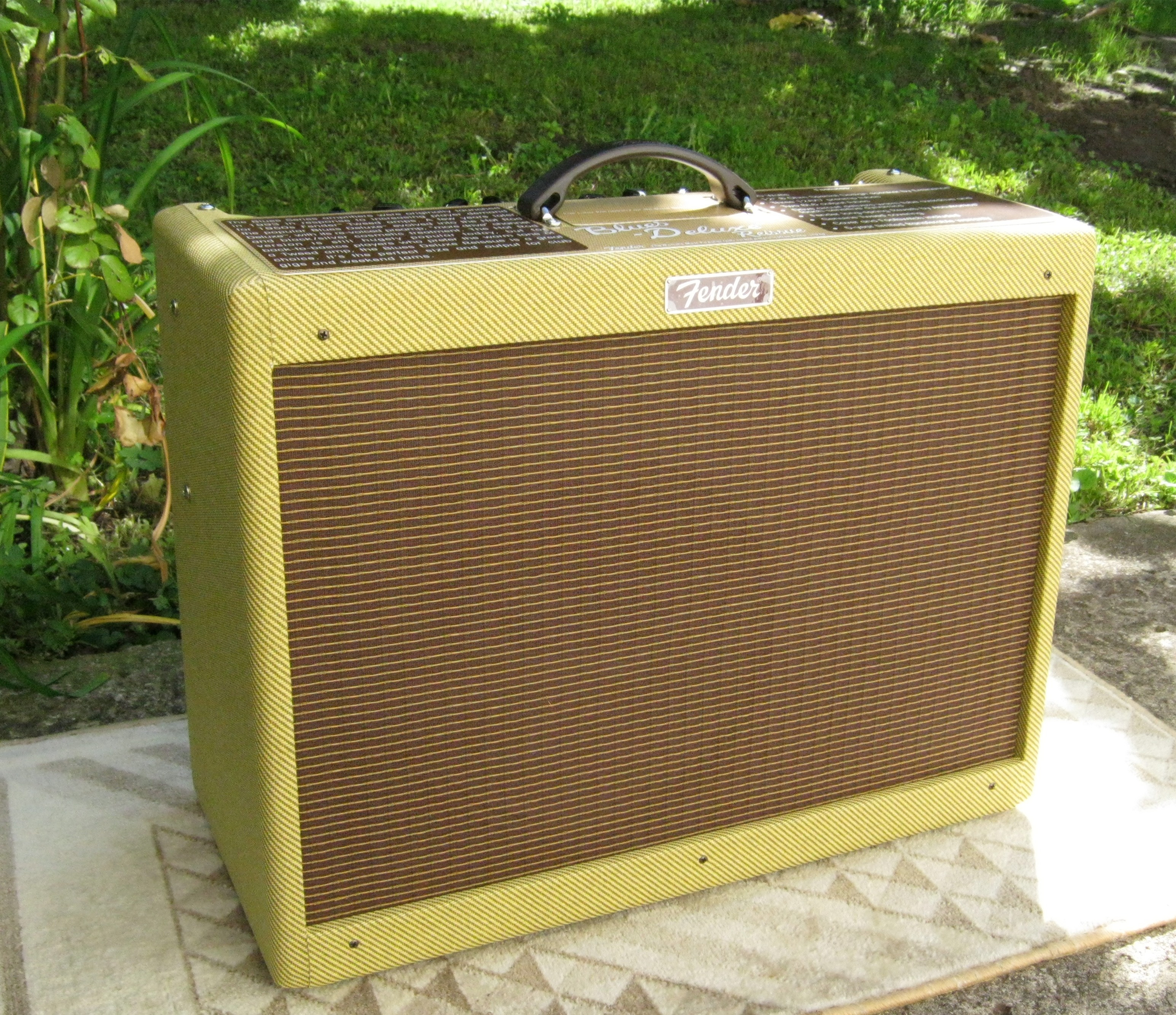
Amplificador de guitarra eléctrica.

La amplificación es el proceso de multiplicar la señal eléctrica y hacerla audible por medios electrónicos. Este proceso se produce en varias etapas hasta llegar al altavoz que es el último eslabón de la cadena.
El timbre de la guitarra eléctrica se modifica por cuatro principales factores: la guitarra, las pastillas, la etapa de potencia, y los altavoces. Los amplificadores pueden funcionar mediante válvulas o transistores. Inicialmente incorporaban válvulas, pero con la aparición de las nuevas tecnologías en la electrónica fueron paulatinamente sustituidas por transistores, de menor tamaño y coste. Sin embargo, el sonido característico que proporcionan las válvulas, especialmente cuando se distorsiona el sonido, hace que éstas sean la opción preferida por muchos guitarristas y ha sido la causa de que continúen fabricándose. Aun así, el precio de estos equipos es siempre más elevado: un amplificador Vox AC15 de 15 vatios equipado con válvulas puede costar más del triple que un Vox pathfinder de igual potencia equipado con transistores, siendo esa la principal diferencia entre ambos (junto con el uso de altavoces Celestion Blue en el AC15 y una réplica más económica en el Pathfinder).
Los amplificadores de transistores se enfocan por tanto más al mercado del músico aficionado, mientras que los de válvulas se dirigen tanto a profesionales como a aficionados. Por lo general, es extraño encontrar un amplificador de gama alta que no esté equipado con válvulas.
Para la amplificación en público la toma puede realizarse directamente de la salida de guitarra, lo que daría una separación óptima respecto al resto de los instrumentos. La salida de la guitarra debe ir a la entrada de línea de la mesa, pudiendo suceder que la señal entregada sea muy débil y necesite una fuerte amplificación, en cuyo caso deberá encaminarse a la entrada de micrófono de la mesa. Puesto que la salida de la guitarra puede ser de alta impedancia (por ejemplo 10 kilo-ohmios), habrá que situar en funcionamiento el atenuador, PAD, de la entrada de micrófono de la mesa, lo que eleva la impedancia de entrada de ésta y reduce la fuerte ganancia del amplificador de MIC. Si esto no es suficiente, se puede utilizar un transformador reductor de impedancia (direct-box) que, por ejemplo, presente 50 kilo-ohmios a la salida de la guitarra y 600 ohmios al cable que va a la entrada de micrófono de la mesa este mismo transformador puede realizar la transformación de línea asimétrica a simétrica.
La mayoría de los músicos prefieren el sonido de su amplificador y monitor, al que se obtiene por una conexión directa. En estos casos, la toma deberá realizarse con un micrófono, el cual se situará a una distancia reducida (5-30 cm) del altavoz del monitor. Si se desea obtener un sonido duro, cargado a los tonos medios, es recomendable alinear el eje del micrófono al eje del altavoz; para lograr una sonoridad más dulce, con mayor presencia de agudos, apta para guitarras rítmicas, se puede alterar el ángulo del micrófono con relación al eje del altavoz hasta obtener el tono deseado. Si bien algunos recomiendan ocupar el amplificador a bajo volumen, para evitar la distorsión que suelen introducir, muchos guitarristas gustan del sonido de la distorsión producida por la sobrecarga del amplificador, por lo que será recomendable tener equipos que pueden responder de manera adecuada ante altos volúmenes.
También puede realizarse una mezcla con ambos tipos de toma si a la salida de guitarra se les conecta un transformador doble, en Y, que permita dar señal adaptada al canal de la mesa y al amplificador de guitarra; en este caso se podrá jugar con el balance de ambas tomas. Debido a que ambas tomas se realizan en directo o muy cerca del altavoz, no se capta reverberación, que deberá suministrarse artificialmente.
Muchos guitarristas incluyen efectos a su sonido para colorearlo o darle un matiz personal o especial a algunas de sus canciones. Esto se logra con procesadores de efectos o pedales de efectos, (digitales o analógicos) incluidos en alguna etapa de la amplificación. Efectos usados son la anteriormente nombrada reverberación, delay (retraso o eco), chorus (efecto de coro), phaser (variador de la fase de onda), wah-wah, trémolo, octavadores, compresión de audio, etc.
Los guitarristas dan tanta importancia al instrumento como al amplificador, llegando a crear triángulos artista-guitarra-amplificador como, por ejemplo:
- Jimi Hendrix/Fender Stratocaster/Marshall Super Lead
- Kurt Cobain/Fender Jag-stang
- Brad Paisley/Fender Esquire
- Stevie Ray Vaughan/Fender Stratocaster/Fender Super Reverb
- Steve Vai/Ibanez JEM/Carvin Legacy
- John Lennon/Rickenbacker 325/Vox AC30
- Pappo/Les Paul/Marshall JCM800 Rivera
- Skay Beilinson/Gibson SG/Marshall JCM 900
- Michael Schenker/Flying V/Marshall
- Slash/Gibson Les Paul/Marshall Silver Jubilee
- Angus Young/Gibson SG/Marshall JTM-45
- Tony Iommi/Gibson SG/Laney Supergroup
- Brian May/Red Special/Vox AC30

Formando parte intrínseca de su sonido particular y usando diferentes modelos y marcas según sus necesidades creativas o tonales.